# Zuiderhout (Haarlem)
Zuiderhout is een buurt in de Haarlemse wijk Haarlemmerhoutkwartier in stadsdeel Haarlem Zuid-West. Ten noordwesten van de buurt ligt de Haarlemmerhout.
De noordelijke grens van de buurt volgt de Spanjaardslaan, Spaarnelaan, Hildebrandlaan en Oosterhoutlaan. De oostelijke grens wordt gevormd door het Spaarne en de zuidelijke door de Crayenestersingel. Na de kruising met de Jacob Catslaan loopt de grens in westelijke richting door tot de Wagenweg, die de westelijke grens van de buurt vormt.
De buurt valt voor een groot deel onder het Rijksbeschermd gezicht Haarlem Zuid. Zo is de buurt een villabuurt met voornamelijk villa’s uit de eerste helft van de 20e eeuw. De buurt kent een gebogen stratenplan met individuele en geschakelde villa’s, maar ook twee of meer onder één kap middenstandswoningen komen voor. Het stratenpatroon is naar ontwerp van L.A. Springer en is geïnspireerd op de Engelse landschapsstijl met enkele grote vijfers. Een opvallend geheel in deze buurt is de Tuinwijk-Zuid een tuinwijk ontworpen door J.B. van Loghem.
Tot 1927 hoorde de buurt nog tot de gemeente Heemstede, in dat jaar vond een grenswijziging plaats waarbij deze kwam te liggen in de Crayenestersingel.
In de buurt liggen 14 rijksmonumenten. Dit zijn onder andere Tuinwijk-Zuid, maar ook architectonische villa’s. Zoals de villa Uyt den Bosch, net ten zuiden van de Spanjaardslaan en net ten oosten van de Wagenweg aan de zuidrand van de Haarlemmerhout.